# Sieglinde Wagner
Sieglinde Wagner (* 21. April 1921 in Linz; † 31. Dezember 2003 in Berlin) war eine österreichische Opernsängerin (Alt).

## Leben
Wagner wurde in Linz an der Donau geboren. Sie studierte in Linz und München. 1947 wurde sie erstmals an die Wiener Staatsoper engagiert, zwei Jahre später bereits von Wilhelm Furtwängler zu den Salzburger Festspielen geholt, wo sie unter seiner Leitung in der Zauberflöte mitwirkte. Aufgrund der erfolgreichen Zusammenarbeit verpflichtete Furtwängler die junge Sängerin für Richard Wagners Ring des Nibelungen an die Mailänder Scala, wo sie in der Rolle der Floßhilde und Grimgerde auftrat.
1952 trat Sieglinde Wagner erstmals an der damaligen Städtischen Oper in Berlin auf und stellte sich als Maddalena in Rigoletto vor. Als Carmen war sie hier erstmals am 17. Dezember 1952 zu erleben. Unvergessen sind die Aufführungen in der Inszenierung von Carl Ebert von Mozarts Così fan tutte, in denen sie neben Elisabeth Grümmer als Dorabella auf der Bühne stand. Bis 1961 wurde die Sängerin regelmäßig zu den Salzburger Festspielen eingeladen, zumeist als Zweite bzw. Dritte Dame in der Zauberflöte, aber auch als Emilia und Annina sowie in Uraufführungen zeitgenössischer Opern. Ab 1962 gastierte Sieglinde Wagner regelmäßig bei den Bayreuther Festspielen.

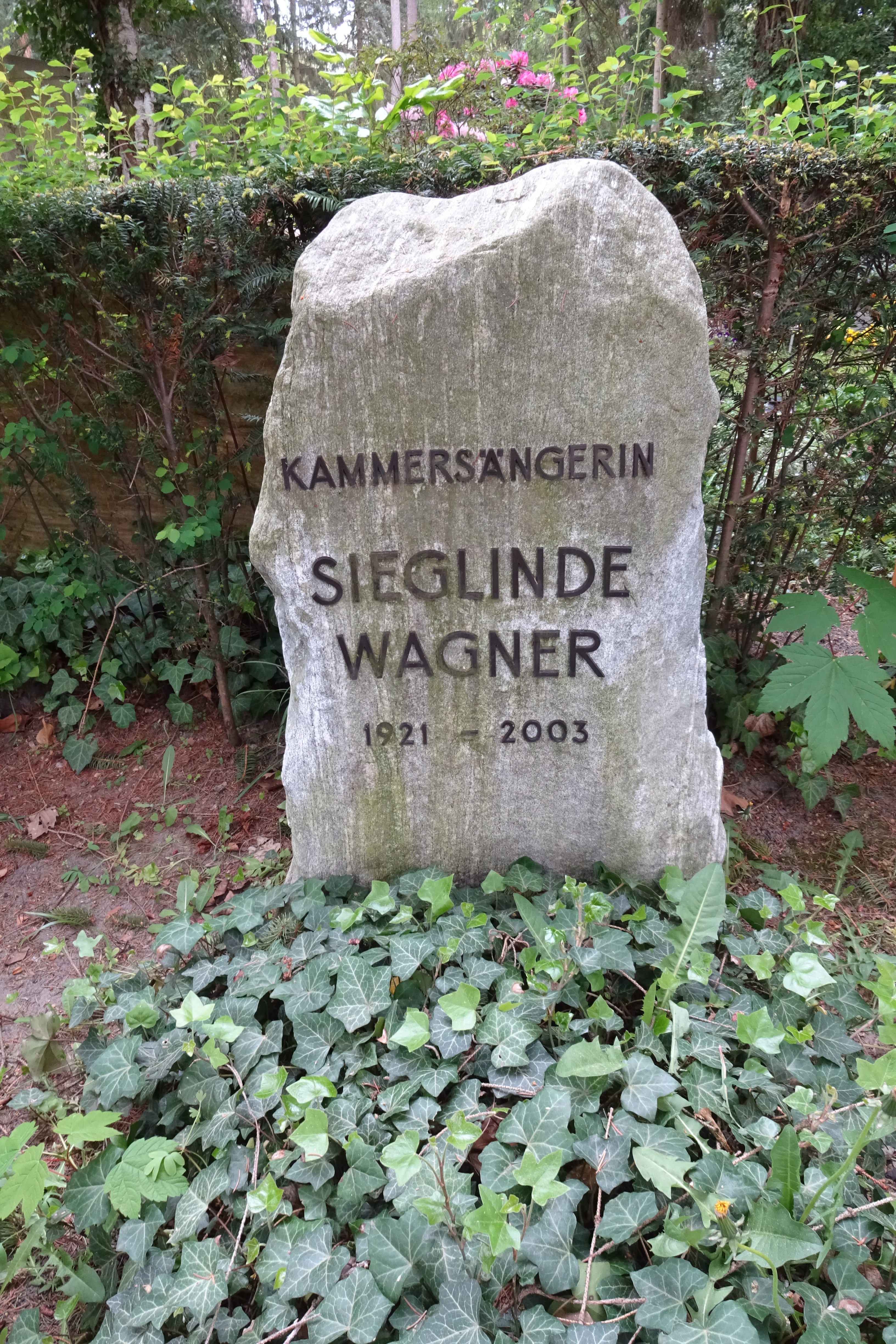
Grabstätte

Sieglinde Wagner hat ein umfangreiches Repertoire gesungen – beispielsweise die Clairon in Capriccio, die Annina in Der Rosenkavalier, die Magdalena in Die Meistersinger von Nürnberg, die Fenena in Nabucco und die Emilia in Verdis Otello, die Mutter in Hänsel und Gretel sowie die Mary in Der Fliegende Holländer.
1963 wurde Sieglinde Wagner vom Berliner Senat der Titel Kammersängerin verliehen. Sie hat neben Salzburg und Bayreuth auch bei den Festspielen von Edinburgh und Glyndebourne mitgewirkt, unter Dirigenten wie Otto Klemperer, Wilhelm Furtwängler, Clemens Krauss, Fritz Busch, Karl Böhm, Herbert von Karajan und Wolfgang Sawallisch.
Sieglinde Wagner war 34 Jahre lang (bis 1986) eine der prägenden Persönlichkeiten des Ensembles der Städtischen Oper und später der Deutschen Oper Berlin.
In der Nacht zum 31. Dezember 2003 starb Sieglinde Wagner im Alter von 82 Jahren in einem Berliner Krankenhaus. Sie wurde auf dem Ev. Kirchhof Nikolassee (Grabnummer: E III 10) in Berlin-Nikolassee beigesetzt.

## Aufnahmen
Es bestehen relativ wenige Gesamtaufnahmen, darunter:
- Wagner: Der fliegende Holländer, Dirigent: Karl Böhm – als Mary
- Wagner: Der fliegende Holländer, Dirigent: Ferenc Fricsay – als Mary (Querschnitt)
- Wagner: Das Rheingold, Dirigent: Rudolf Kempe – als Floßhilde
- Puccini: Madame Butterfly mit Anneliese Rothenberger – als Suzuki
- Puccini: Madame Butterfly mit Pilar Lorengar – als Suzuki

Tondokumente bestehen auch von zahlreichen Querschnittsaufnahmen, darunter Verdis Troubadour, Ein Maskenball, Lortzings Waffenschmied, Nicolais Die lustigen Weiber von Windsor und Der Rosenkavalier von Richard Strauss.
Eine Reihe von Mitschnitten und Studioaufnahmen dokumentieren das reiche Konzertrepertoire der Sängerin, welches eine Vielzahl geistlicher Werke als auch Chor-Orchesterwerke und Lieder umfasste:
- Bach: Weihnachtsoratorium
- Mozart: Krönungsmesse, KV 317
- Bruckner: Te Deum
- Dvořák: Requiem
- Kodály: Budavári Te Deum